# Зайончек
Зайончек (Zajączek) — польский княжеский и древний дворянский род герба Свинка.
Происходят из Серадзкого воеводства, где Пётр Зайончек был подкоморием (1439). Ветви этого рода существовали в Польше вплоть до начала XX века.
Именным Высочайшим указом (17/29 апреля 1818) наместник Царства Польского — генерал Юзеф Зайончек (1752—1826) возведён с нисходящим его потомством в княжеское Царства Польского достоинство и является единственным носителем княжеского титула.
Нетитулованная ветвь рода Зайончек, того же герба, продолжала существовать в Польше.